# Szent Eutrópiusz-templom (El Espinar)
A Szent Eutrópiusz-templom a spanyolországi El Espinar egyik jelentős műemléke.

## Története
A mai templom helyén eredetileg egy romanikus stílusú építmény állt, azonban ez egy 1542-es vagy 1543-as tűzvészben nagyrészt megsemmisült. A 16. században késő gótikus stílusban, Rodrigo Gil de Hontañón tervei alapján újjáépítették a négyezetet és az apszist, valamint Juan de Mijares tervei alapján a templomhajót is. A sekrestye, a mellékretablók és a déli bejárat a 18. századból származik. A 13. vagy a 14. században épült torony viszont túlélte a tűzvészt.
A 20. században további felújítások következtek, illetve az orgonát is áthelyezték a négyezettől balra nyíló szárnyból a mai helyére. 1945-ben építették újjá a toronysisakot (gugliát), 1953-ban újították fel a barokk kaput, 1990-ben pedig a főoltárt. 1994-ben a templomot felvették a spanyol kulturális javak jegyzékébe.

## Leírása
A latin kereszt alaprajzú, külső támfalakkal rendelkező templom a közép-spanyolországi El Espinar központjában található. Külsejének egyik legjellegzetesebb része a déli oldalon található kapu, amely fölött egy oroszlános címer található. Ezt Tomás de Gorgollo készítette 1724-ben.
Belsejének kiemelkedő értéke a Francisco Giralte által készített retabló, egy 17. századi platereszk szószék, a 18. századi barokk orgona (Pedro Cavaría műve), különféle szobrok például Giraltétől és Florentino Traperótól, valamint több faragvány, köztük Juan de Juni fenyőből készült piétája.

## Képek

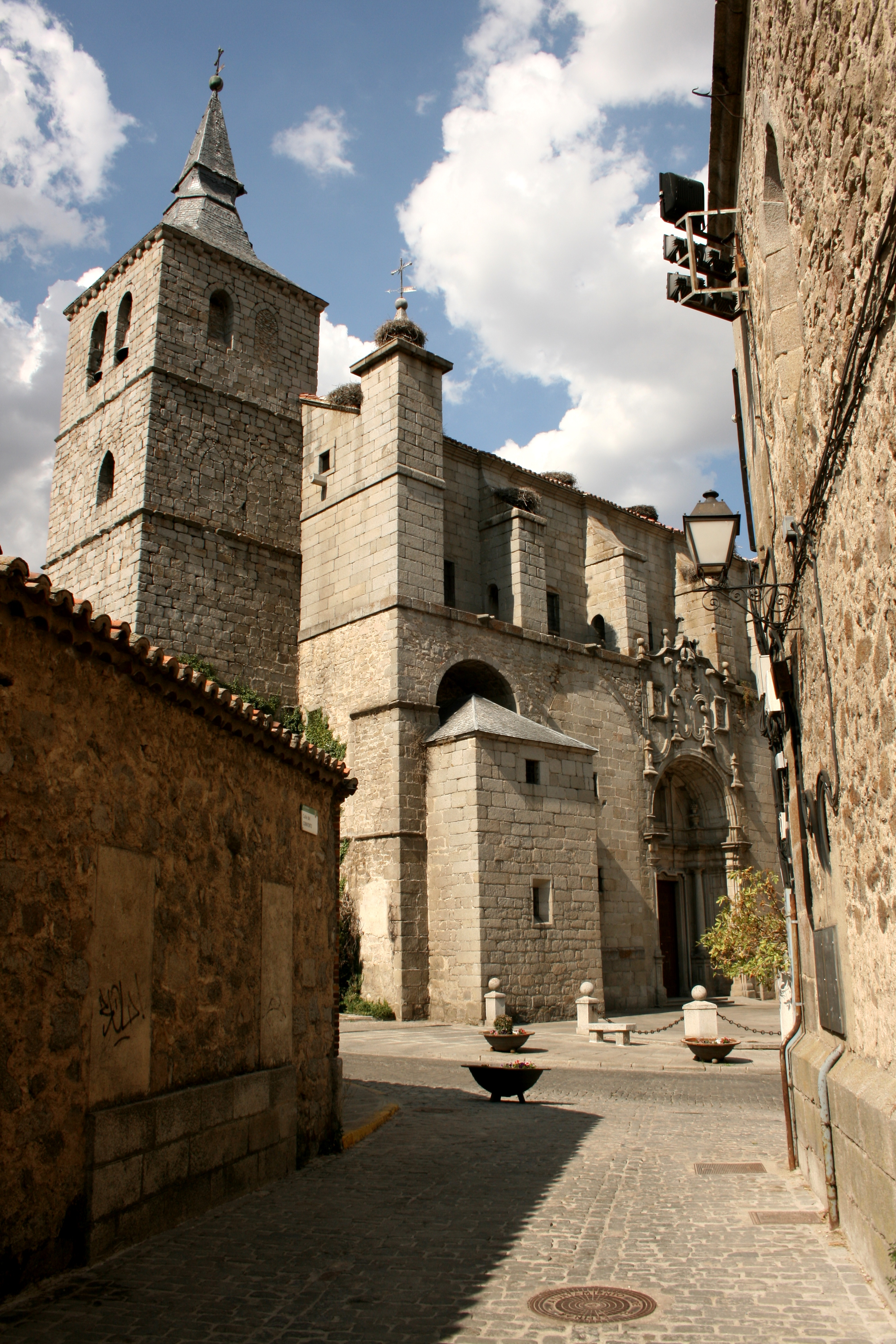
A templom egy keskeny utcából nézve
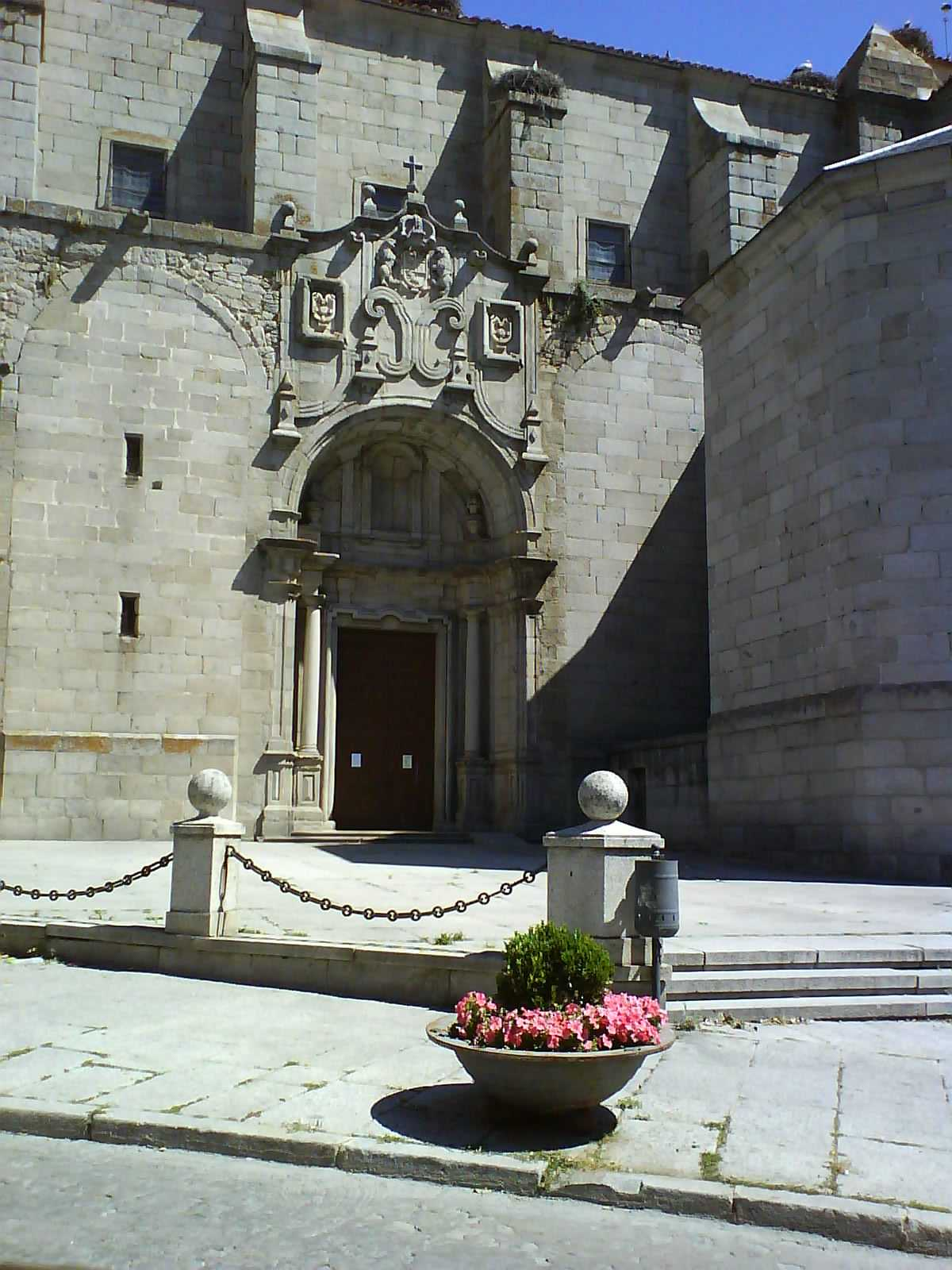
Díszes kapu
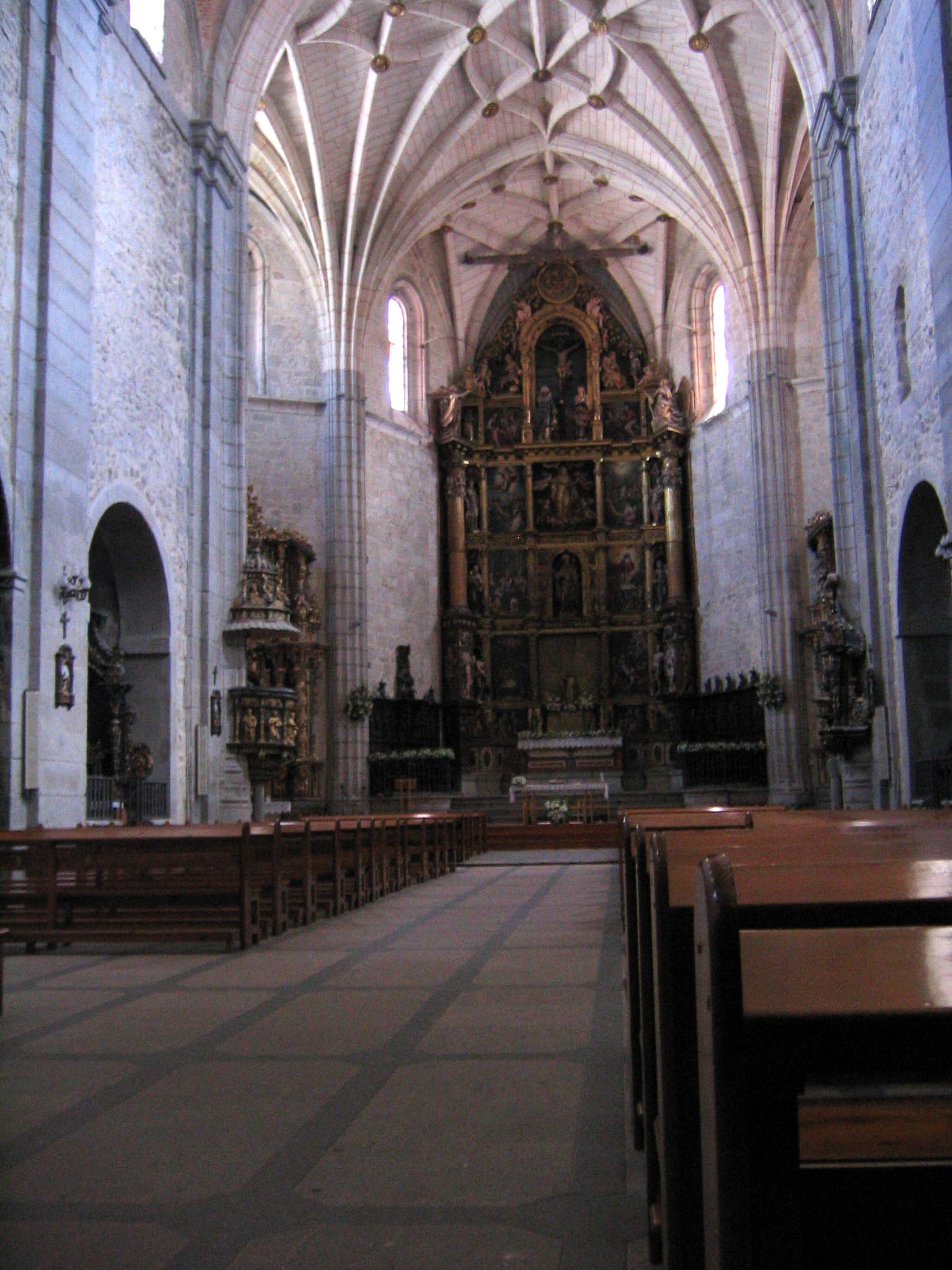
Templombelső
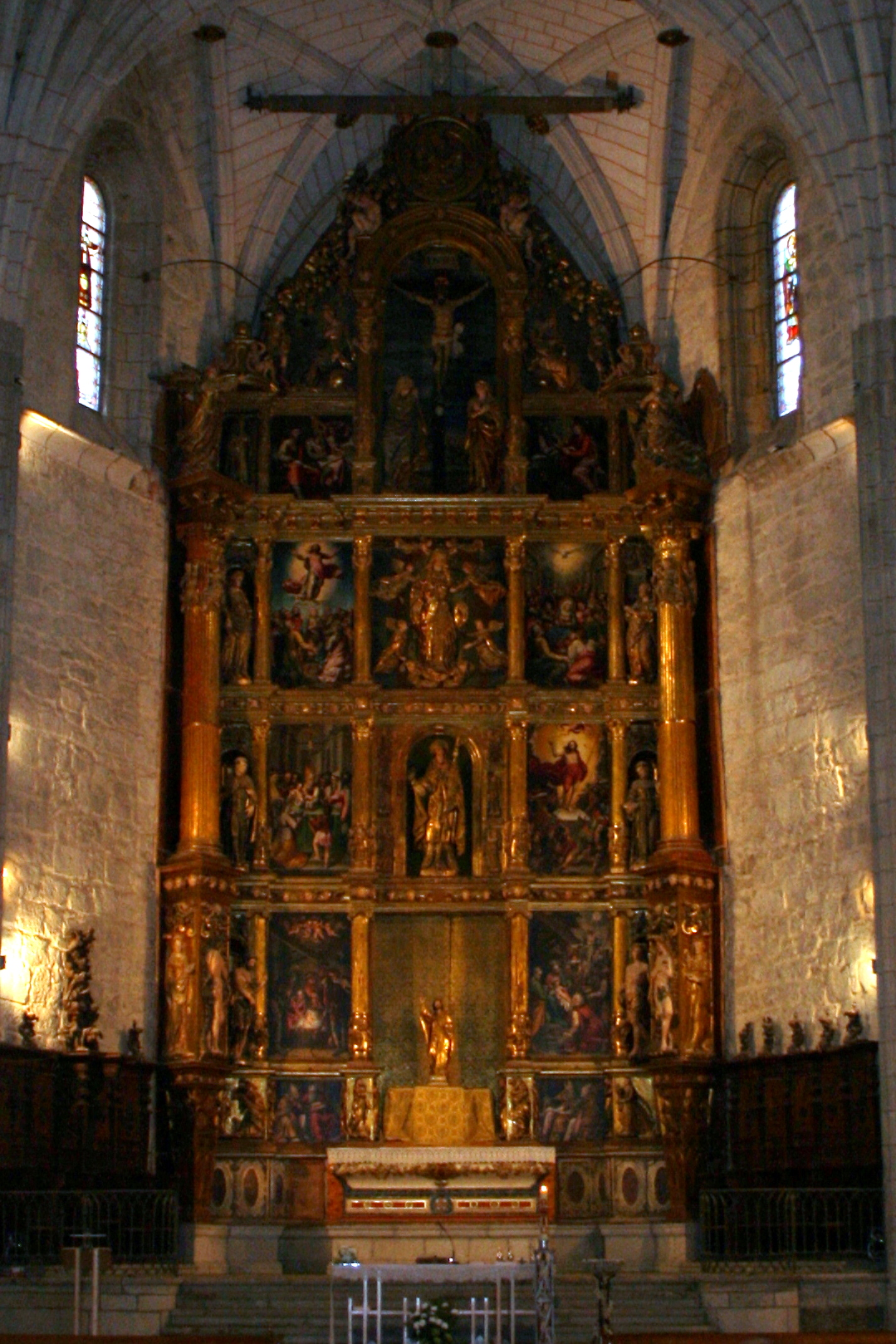
A főoltár